# Азарт
Аза́рт, кура́ж — эмоция человека, связанная с предвосхищением и предвкушением успеха (не обязательно адекватного реальности) в чём-либо.
В Толковом словаре живого великорусского языка Владимира Даля определено что аза́рт (м. фрн.) задор, вспыл, вспых, горячность, запальчивость. Часто азарт связан со случаем, игрой (азартная игра), риском, опасностью. Само понятие азарта объясняет связанный с ним риск и желание выигрыша каких-то материальных благ.

… В сущности, в этом вся жизнь. Во всяком случае, лучшее в жизни.
—В азарте?
—Да. Именно в азарте. Азарт — святое дело. Высокое дело. Выше азарта ничего нет. …— М. А. Осоргин, «Игрок», 1942 год.

## Этимология
Происходит от фр. hasard — «случай», «риск», «игра в кости». Причём прямого эквивалента слову «азарт» во французском языке нет, и вместо него используются слова passion — «страсть», emballement — «увлечение», и другие.
Во французский язык слово hasard, в свою очередь, попало через исп. и порт. azar — «игра в кости», из араб. الزهر‎ (аз-захр) — «игральная кость».

## Игромания
Существует болезнь, связанная с постоянной необходимостью переживания азарта — игромания, известная также как лудомания (от лат. ludus — «игра»). По мнению не названных в источнике учёных из Государственного научного центра социальной и судебной психиатрии имени В. П. Сербского, риск стать игроманом никак не зависит от здоровья, социальных, каких-то биологических параметров, а скорее от характера и темперамента.